# 타마울리파스숲쥐
타마울리파스숲쥐(Neotoma angustapalata)는 비단털쥐과에 속하는 설치류의 일종이다. 멕시코에서만 발견된다.

## 분포 및 서식지
분포와 서식지는 거의 알려져 있지 않다. 일종의 미소 서식환경에 제한적으로 분포하는 경향이 있다. 운무림에서 서식한다.